# Wilhelm Jörn

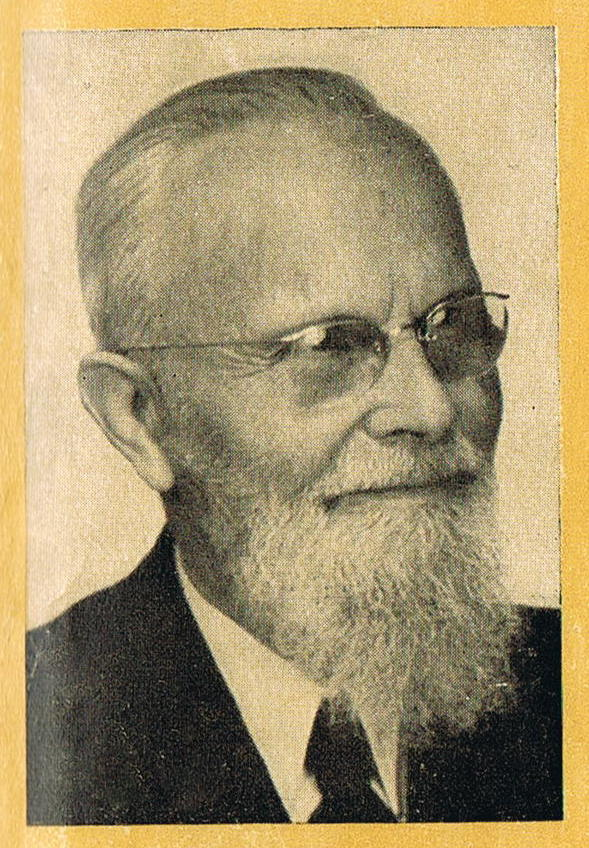
Wilhelm Jörn

Wilhelm Jörn (* 14. Januar 1873 in  Klein-Rhüden, Harz; †  27. April 1963 in Lübeck) war ein deutscher methodistischer Geistlicher und Schriftsteller. 

## Leben
Wilhelm Jörn war der Sohn eines Tischlers. Nach dem Besuch der Volksschule erlernte Wilhelm Jörn das Zimmermannshandwerk. Er ging nach Hannover, wo er erste prägende Kontakte zur Evangelischen Gemeinschaft hatte. Anschließend besuchte er die Baugewerkschule in Holzminden. Nachdem er von 1893 bis 1895 seinen Wehrdienst abgeleistet hatte, bereitete er sich ab 1896 mit Praktika in Mülheim an der Ruhr und in  Bromberg auf die Ausbildung zum Predigeramt vor. Jörn absolvierte von 1898 bis 1900 das Predigerseminar in Reutlingen und wurde 1902 zum  Ältesten geweiht. Zwischen 1900 und 1903 wirkte er als Geistlicher in Düsseldorf und Köln und ab 1903 in Berlin, wo er 1904 die Pastorentochter Martha Schaarschmidt heiratete. Aus der Ehe gingen neun Kinder hervor. 1910 ging Jörn nach  Königsberg i. Pr., wo er auch als Sanitäter im Ersten Weltkrieg predigte. 
Während der 1920er war Jörn als Jugendsekretär der  Evangelischen Gemeinschaft (Methodismus) in Norddeutschland tätig. Er nahm an Konferenzen der Deutschen Evangelischen Allianz teil und war aktiv im Weltbundkomitee. Ab 1930 betreute er eine Gemeinde in Berlin. 1934 wurde er pensioniert. Danach war er in Pommern tätig. Nach dem Tod seiner Ehefrau im Jahre 1939 schloss er eine zweite Ehe mit Gertrud Schernitzki. In der Schlacht um Ostpommern floh er im März 1945 nach Westdeutschland. Zuletzt war er in Lübeck ansässig. 
Wilhelm Jörn hinterließ ein umfangreiches schriftstellerisches Werk. Neben zahlreichen theologischen Traktaten und Biografien schrieb er Erzählungen für Jugendliche, Gedichte und Bühnenwerke für Sprechchöre.

## Ehrungen
- Bundesverdienstkreuz am Bande (17. Juni 1959)[1]

## Werke
- Der guten Sache Christi endlicher Sieg!, Stuttgart 1908
- Licht auf deinem Weg, Stuttgart
  - 1. Für Menschen ohne Frieden, 1909
  - 2. Dicht vor der engen Pforte, 1909
  - 3. "Eine, die Frieden findet!", 1909
  - 4. Ein freundliches Wort an Anfänger auf dem schmalen Wege, 1909
- Samuel Hebich, der große Seelengewinner, Friedrichshagen b. Berlin 1910
- Barfuß!, Mühlenbeck i. Pommern 1911
- Ernst Gottlieb Woltersdorf, der Jugendfreund, Stuttgart 1912
- Der ew’gen Liebe Wunderwege, Mühlenbeck i. Pom. 1913
- Ihr sollt meine Zeugen sein!, Königsberg i. Pr. 1913
- Maien zum Schmuck!, Heiligenbeil-Rosenberg, Ostpr. 1913
- Tonis große Stunde, Mühlenbeck i. Pom. 1913
- Festmaien, Stuttgart 1914
- Die neue Moral und das Heiligtum der Ehe, Chemnitz 1914
- Wie der Tod getötet ward, Mühlenbeck i. Pomm. 1914
- Aus ernsten Tagen, Stuttgart 1915
- Stern, auf den ich schaue!, Hamburg 1915
- Die Sturmwacht im Osten, Königsberg i. Pr. 1915
- Treue um Treue, Mühlenbeck i. Pommern 1915
- Um heiliges Gut, Stuttgart 1915
- Weihnachtsboten in Kriegsnot, Königsberg, Pr. 1915
- Heimat im Lichte dort!, Stuttgart 1916
- Rechte Marschrichtung!, Königsberg i. Pr.
  - 1 (1916)
  - 2 (1916)
- Die Frieda vom Marschbauernhof, Heiligenbeil, Ostpr. 1918
- Um des Hauses Glück, Barmen 1918
- Brückenwache, Heiligenbeil, Ostpr. 1919
- Hans Hillers weiße Rose, Königsberg i. Pr. 1920
- Die heilige Gewalt der Liebe, Heiligenbeil, Ostpr. 1920
- Johann Friedrich Flattich, Stuttgart 1920
- Freiheit, Heiligenbeil, Ostpf. 1921
- Frohe Jugendzeit, Stuttgart 1921
- Gift, Heiligenbeil, Ostpr. 1921
- Die helle Sonne, Heiligenbeil, Ostpr. 1921
- Hinrichs Freund, Heiligenbeil-Rosenberg, Ostpr. 1921
- Der schönste Schmuck, Heiligenbeil-Rosenberg, Ostpr. 1921
- Vergnügen und Freude, Heiligenbeil, Ostpr. 1921
- Das weiße Kleid, Hamburg 1921
- Am Quell des Lebens, Heiligenbeil-Rosenberg, Ostpr. 1922
- Bibel und Charakter, Stuttgart 1922
- Bis zur Ernte!, Stuttgart 1922
- Ein christliches Ehebild nach Epheser 5, Heiligenbeil-Rosenberg (Ostpr.) 1922
- Die da reich werden wollen, Heiligenbeil-Rosenberg 1922
- Er lenkt ihnen allen das Herz, Heiligenbeil-Rosenberg, Ostpr. 1922
- Es fiel ein Reif ..., Nowawes 1923
- Im Kampf mit dem Zeitgeist, Nowawes 1923
- Jung-Stilling, ein Pilger zur ewigen Heimat, Heiligenbeil-Rosenberg, Ostpr. 1923
- Männer der Tat, Heiligenbeil-Rosenberg 1923
- Festklänge, Stuttgart 1924
- Jungmädchenfragen, Berlin-Friedrichshagen 1924
- Jungmännerfragen, Berlin-Friedrichshagen 1924
- Die Macht der Liebe im Dienst an der Jugend, Heiligenbeil-Rosenberg, Ostpr. 1924
- Die Frauen von Philippi, Stuttgart 1925
- Friedensbotschaft für suchende Menschen, Stuttgart 1925
- Im Frührot des Lebens, Heiligenbeil-Rosenberg, Ostpr. 1925
- Reinheit und Kraft, Stuttgart 1925
- Reinheit und Schönheit, Stuttgart 1925
- Wolfgang Bernburg, Nowawes 1925
- Das Amt der fröhlichen Barmherzigkeit, Stuttgart 1926
- Jugendevangelisation, Stuttgart 1926
- Siegfried Hartmut. Heinrich Ebeling, Heiligenbeil-Rosenberg, Ostpr. 1926
- Die silberne Uhr, Heiligenbeil-Rosenberg, Ostpr. 1926
- Wo ist Weh?, Heiligenbeil-Rosenberg, Ostpr. 1926
- Heimgebracht!, Bremen 1927
- Wie Annegret das Haus auf dem Kopf stellt, Berlin 1927
- Drei Jungens und ein Rock und zwei andere Erzählungen, Heiligenbeil-Rosenberg, Ostpr. 1928
- Heinrich Ebeling und zwei andere Erzählungen, Heiligenbeil-Rosenberg, Ostpr. 1928
- Helmut Sanders Weihnachtspredigt, Stuttgart 1928
- Eine leuchtende Spur, Heiligenbeil-Rosenberg, Ostpr. 1928
- Ungewisser Reichtum, Stuttgart 1928
- Wie Fred Ankermann über die Wolken flog, Stuttgart 1928
- Der Herr ist Gott!, Stuttgart 1929
- Mein Herz mach' rein!, Stuttgart 1929
- Sprechchöre, Stuttgart
  - 1. Seid stark in dem Herrn!, 1929
  - 2. Die Gottesgabe, 1930
  - 3. Geisterfüllte Jugend, 1930
  - 4. Heiliger Zeugendienst, 1930
  - 5. Das gesegnte Jahr, 1930
  - 6. Jungschar heraus, 1932
  - 7. Wir werben für das Reich des Herrn, 1932
- Wie Friedel Bitterkind den zweiten Artikel lernte, Stuttgart 1929
- Die Bibel des Müllerburschen, Stuttgart 1930
- Um den Kranz, Lengerich 1930
- Jugendsehnsucht, Stuttgart 1931
- Um des Hauses Glück und zwei andere Erzählungen, Rosenberg, Kr. Heiligenbeil, Ostpr. 1931
- Das Evangelium, die rettende Gotteskraft, Stuttgart 1932
- Der Fürst unseres Friedens, Stuttgart 1932
- Henning Hausdörfer bringt sein Licht heim, Stuttgart 1932
- Die Waffen unserer Ritterschaft, Stuttgart 1932
- Auf Gottes Fahrt, Stuttgart 1933
- Das Licht der Frau Gertrud, Stuttgart 1933
- Luther-Feier, Stuttgart 1933
- Wolfgang Bernburg und seine Schlüssel, Stuttgart 1934
- An ewigen Quellen, Stuttgart 1935
- Des laßt uns alle fröhlich sein!, Stuttgart 1935
- Frohe Fahrt, Stuttgart 1935
- Die stärkere Hand, Stuttgart 1935
- Das Fünklein, Stuttgart 1936
- Der Olympionikes, Stuttgart 1936
- Der Mann mit der Schleuder, Stuttgart 1937
- Deines Wortes stille Kraft, Stuttgart 1938
- Glaube, Hoffnung, Liebe, Stuttgart 1939
- Seine Lebenswende, Stuttgart 1939
- Erntedankfeier, Stuttgart 1946
- Weihnachts- und Neujahrs-Feiern, Stuttgart 1946
- Zum Totensonntag, Stuttgart 1947
- Heimkommen, Stuttgart 1950
- Selig sind die Friedensstifter, Stuttgart 1950
- Weihnachtszeit und Jahreswechsel, Stuttgart 1950
- Der frohe Glaube, Lahr-Dinglingen (Baden) 1951
- Die Botschaft der sieben Sendschreiben, Stuttgart 1954
- Ein Evangelist im Priesterkleid, Stuttgart 1957
- Ährenlese vom Acker meines Lebens, Stuttgart 1962, mit Bildern und weiteren Hinweisen auf http://joern.de/aehren.htm
- Andreas Grundmann und sein Erbe, Stuttgart 1963
- Alle die Schönheit, Stuttgart 1964
- »Hanne Bodenstein und ihr Bekenntnis«, 1927: http://blogabissl.blogspot.com/2011/09/hanne-bodenstein-und-ihr-bekenntnis-von.html
- »Wie Lissi Guntermann ihrem Onkel Theodor das Sterben leicht machte«, 1927: http://blogabissl.blogspot.com/2011/09/wie-lissi-guntermann-ihrem-onkel.html